# Éric Colmet-Daâge
 (août 2025).
Le texte peut changer fréquemment, n’est peut-être pas à jour et peut manquer de recul. N’hésitez pas à participer, en veillant à citer vos sources.
Éric Colmet Daâge, né en 1948[réf. nécessaire] à Paris et mort en août 2025, est Editor At Large du magazine Photo après en avoir été longtemps rédacteur en chef.
Il est en outre membre du jury 2008 du Prix Picto.

## Biographie
Après des études secondaires au lycée Saint-Jean-de-Passy et à la suite d'une rencontre de son père avec Henri Cartier-Bresson, il devient assistant du photographe Benjamin Auger à Salut les Copains. 
En 1967, il est assistant du directeur artistique de Photo, Régis Pagniez, puis de Guy Trillat. En 1970, il prend la direction artistique de Son magazine.
En 1972, il devient directeur artistique du magazine Photo, rédacteur en chef du magazine depuis la naissance du magazine. En 1982, il participe avec Éric Neveu à la création de Newlook. Parallèlement, de 1975 à 2000, il crée et dirige dans Lui la rubrique « La Défonce du Consommateur » qui présentait chaque mois des objets insolites, originaux et souvent hors de prix, puis les nombreux hors-série de Lui consacré à ces mêmes objets,.
En 2014, il est nommé editor at large (en) du magazine Photo.

## Référence
1. ↑  Jean-Jacques Naudet, « In Memoriam : Éric Colmet-Daage (1948-2025) », sur L'Œil de la photographie, 11 août 2025 (consulté le 11 août 2025)
2. 1 2  Michel Le Hèbe, « Éric Colmet-Daâge. L’il de « Photo » », Le Télégramme,‎ 24 juillet 2005 (lire en ligne)
3. ↑  Chloé Woitier, « La nouvelle vie du magazine Photo », Le Figaro,‎ 12 novembre 2014 (lire en ligne)
4. ↑  (en) Nataliya Zakharova, « Eric Colmet Daâge, the Jury President of the Sports Book Competition », Sportel Awards,‎ 11 octobre 2015 (lire en ligne)
5. ↑  « Guest Curators. Éric Colmet Daâge », Transphotographiques,‎ 2008 (lire en ligne)